# ATP Challenger Series 1979
L'ATP Challenger Series è il secondo livello di tornei per professionisti organizzata dall'ATP. Il circuito prevede tornei con un montepremi che può variare da 25.000 a 150.000
dollari.

## Calendario

### Gennaio
Nessun evento

### Febbraio
Nessun evento

### Marzo
Nessun evento

### Aprile
| Settimana | Torneo                                                                           | Vincitore                           | Finalista                 | Semifinalisti                      | Eliminati ai quarti                                     |
| --------- | -------------------------------------------------------------------------------- | ----------------------------------- | ------------------------- | ---------------------------------- | ------------------------------------------------------- |
| 30 aprile | Indian River Challenger Indian River, USA Terra verde $25.000 Singolare - Doppio | Billy Martin 6–2, 6–0               | Rick Fagel                | Chris Lewis George Hardie          | David Carter Noel Phillips John Sadri Van Winitsky      |
| 30 aprile | Indian River Challenger Indian River, USA Terra verde $25.000 Singolare - Doppio | Kevin Curren Steve Denton 6–4, 7–5  | Pat Cramer Cliff Letcher  | Chris Lewis George Hardie          | David Carter Noel Phillips John Sadri Van Winitsky      |
| 30 aprile | Nagoya Challenger Nagoya, Giappone Cemento $25.000 Singolare - Doppio            | Rod Frawley 2–6, 6–4, 6–3           | Marcelo Lara              | Chris Kachel Tsuyoshi Fukui        | Shigeyuki Nishio Joel Bailey Charlie Fancutt Onny Parun |
| 30 aprile | Nagoya Challenger Nagoya, Giappone Cemento $25.000 Singolare - Doppio            | Joel Bailey Rod Frawley 7–6, 7–5    | Marcelo Lara Chris Kachel | Chris Kachel Tsuyoshi Fukui        | Shigeyuki Nishio Joel Bailey Charlie Fancutt Onny Parun |
| 30 aprile | Parioli Challenger Parioli, Italia Terra rossa $25.000 Singolare - Doppio        | Dominique Bedel 6–4, 7–5            | Corrado Barazzutti        | Fernando Dalla-Fontana Kim Warwick | Bernard Fritz Phil Dent Ricardo Cano José Luis Damiani  |
| 30 aprile | Parioli Challenger Parioli, Italia Terra rossa $25.000 Singolare - Doppio        | Phil Dent Dick Crealy 6–3, 3–6, 7–6 | Syd Ball Kim Warwick      | Fernando Dalla-Fontana Kim Warwick | Bernard Fritz Phil Dent Ricardo Cano José Luis Damiani  |

### Maggio
| Settimana | Torneo                                                                 | Vincitore                                | Finalista                        | Semifinalisti                              | Eliminati ai quarti                                             |
| --------- | ---------------------------------------------------------------------- | ---------------------------------------- | -------------------------------- | ------------------------------------------ | --------------------------------------------------------------- |
| 7 maggio  | Cuneo Challenger Cuneo, Italia Terra rossa $25.000 Singolare - Doppio  | Fernando Luna 6–2, 6–2, 6–0              | Cristophe Freyss                 | Cristophe Roger-Vasselin Antonio Zugarelli | Carlos Gattiker José Luis Damiani Dominique Bedel Bernard Fritz |
| 7 maggio  | Cuneo Challenger Cuneo, Italia Terra rossa $25.000 Singolare - Doppio  | Alejandro Pierola Belus Prajoux 6–4, 7–6 | Dominique Bedel Cristophe Freyss | Cristophe Roger-Vasselin Antonio Zugarelli | Carlos Gattiker José Luis Damiani Dominique Bedel Bernard Fritz |
| 7 maggio  | Raleigh Challenger Raleigh, USA Terra verde $25.000 Singolare - Doppio | John Sadri 6–7, 6–2, 7–5                 | Charles Owens                    | Chris Lewis Iván Molina                    | Michael Grant Trey Waltke Gabriel Urpi Howard Schoenfield       |
| 7 maggio  | Raleigh Challenger Raleigh, USA Terra verde $25.000 Singolare - Doppio | John Austin Billy Martin 6–2, 7–5        | Chris Lewis Cliff Letcher        | Chris Lewis Iván Molina                    | Michael Grant Trey Waltke Gabriel Urpi Howard Schoenfield       |

### Giugno
| Settimana | Torneo                                                                             | Vincitore                                   | Finalista                          | Semifinalisti                | Eliminati ai quarti                                          |
| --------- | ---------------------------------------------------------------------------------- | ------------------------------------------- | ---------------------------------- | ---------------------------- | ------------------------------------------------------------ |
| 4 giugno  | Galatina Challenger Galatina, Italia Terra rossa $25.000 Singolare - Doppio        | Miguel Mir 6–1, 7–6                         | Alejandro Pierola                  | Christophe Casa Andrés Gómez | Onny Parun Massimo Di Domenico Javier Soler Ernie Ewert      |
| 4 giugno  | Galatina Challenger Galatina, Italia Terra rossa $25.000 Singolare - Doppio        | Ernie Ewert Cliff Letcher 6–2, 6–2          | Gustavo Guerrero Alejandro Pierola | Christophe Casa Andrés Gómez | Onny Parun Massimo Di Domenico Javier Soler Ernie Ewert      |
| 4 giugno  | Zell Am See Challenger Zell Am See, Austria Terra rossa $25.000 Singolare - Doppio | Carlos Kirmayr 6–7, 6–3, 6–4, 6–2           | José Luis Damiani                  | Karl Meiler Kim Warwick      | Paul Kronk Ricardo Cano Billy Martin Deon Joubert            |
| 4 giugno  | Zell Am See Challenger Zell Am See, Austria Terra rossa $25.000 Singolare - Doppio | Paul Kronk Peter McNamara 2–6, 6–0, 6–3     | David Carter Billy Martin          | Karl Meiler Kim Warwick      | Paul Kronk Ricardo Cano Billy Martin Deon Joubert            |
| 12 giugno | Montgomery Challenger Montgomery, USA Cemento $25.000 Singolare - Doppio           | Trey Waltke 6–2, 4–6, 7–5                   | Vincent Van Patten                 | Charles Owens Mike Machette  | Sashi Menon Tom Leonard John Chris Lewis Keith Richardson    |
| 12 giugno | Montgomery Challenger Montgomery, USA Cemento $25.000 Singolare - Doppio           | Eric Friedler Erik Van Dillen 4–6, 6–3, 7–6 | Tom Leonard Jerry Van Linge        | Charles Owens Mike Machette  | Sashi Menon Tom Leonard John Chris Lewis Keith Richardson    |
| 18 giugno | Green Bay Challenger Green Bay, USA Cemento $25.000 Singolare - Doppio             | Vincent Van Patten 4–6, 6–4, 6–4            | Fred McNair                        | Rod Frawley Peter Rennert    | Erik Van Dillen Tom Leonard Steve Denton Jerry Van Linge     |
| 18 giugno | Green Bay Challenger Green Bay, USA Cemento $25.000 Singolare - Doppio             | Sashi Menon Robert Trogolo 7–5, 6–4         | Tom Leonard Jerry Van Linge        | Rod Frawley Peter Rennert    | Erik Van Dillen Tom Leonard Steve Denton Jerry Van Linge     |
| 25 giugno | Concord Challenger Concord, USA Cemento $25.000 Singolare - Doppio                 | Erik Van Dillen 6–7, 6–2, 6–3               | Howard Schoenfield                 | Warren Maher Bruce Kleege    | Fred McNair Michael Grant Vincent Van Patten Russell Simpson |
| 25 giugno | Concord Challenger Concord, USA Cemento $25.000 Singolare - Doppio                 | Sashi Menon Robert Trogolo 7–6(7), 6–4      | John Chris Lewis Bruce Nichols     | Warren Maher Bruce Kleege    | Fred McNair Michael Grant Vincent Van Patten Russell Simpson |

### Luglio
| Settimana | Torneo                                                                               | Vincitore                              | Finalista                      | Semifinalisti               | Eliminati ai quarti                                            |
| --------- | ------------------------------------------------------------------------------------ | -------------------------------------- | ------------------------------ | --------------------------- | -------------------------------------------------------------- |
| 2 luglio  | San Diego Challenger San Diego, USA Cemento $25.000 Singolare - Doppio               | Trey Waltke 4–6, 6–4, 6–0              | Matt Mitchell                  | Rod Frawley Russell Simpson | Erik Van Dillen Byron Bertram Robert Trogolo Gene Stuart Malin |
| 2 luglio  | San Diego Challenger San Diego, USA Cemento $25.000 Singolare - Doppio               | Sashi Menon Robert Trogolo 7–6, 6–1    | Rod Frawley Russell Simpson    | Rod Frawley Russell Simpson | Erik Van Dillen Byron Bertram Robert Trogolo Gene Stuart Malin |
| 23 luglio | Porto Alegre Challenger Porto Alegre, Brasile Terra rossa $25.000 Singolare - Doppio | Belus Prajoux 6–2, 6–4                 | Fernando Maynetto              | Carlos Gattiker João Soares | Ramiro Benavides Jorge Todero Leo Palin Cássio Motta           |
| 23 luglio | Porto Alegre Challenger Porto Alegre, Brasile Terra rossa $25.000 Singolare - Doppio | Marcos Hocevar João Soares 6–1, 6–0    | Lito Álvarez Álvaro Fillol     | Carlos Gattiker João Soares | Ramiro Benavides Jorge Todero Leo Palin Cássio Motta           |
| 23 luglio | Salvador Challenger Salvador, Brasile Terra rossa $25.000 Singolare - Doppio         | Carlos Kirmayr 6–1, 7–5                | Julio Goes                     | Leo Palin Álvaro Fillol     | Mark Turpin Hugo Roverano Thomaz Koch Charles Owens            |
| 23 luglio | Salvador Challenger Salvador, Brasile Terra rossa $25.000 Singolare - Doppio         | Álvaro Fillol Rolf Thung 6–7, 6–4, 7–6 | Tony Graham Christopher Sylvan | Leo Palin Álvaro Fillol     | Mark Turpin Hugo Roverano Thomaz Koch Charles Owens            |

### Agosto
| Settimana | Torneo                                                                                   | Vincitore                                      | Finalista                    | Semifinalisti                    | Eliminati ai quarti                                              |
| --------- | ---------------------------------------------------------------------------------------- | ---------------------------------------------- | ---------------------------- | -------------------------------- | ---------------------------------------------------------------- |
| 6 agosto  | Ribeirão Preto Challenger Rio de Janeiro, Brasile Terra rossa $25.000 Singolare - Doppio | Carlos Gattiker 6–4, 2–6, 6–2                  | Carlos Kirmayr               | Tony Graham Hugo Varela          | Noel Freitas Jan Kallquist Mario Martínez Thomaz Koch            |
| 6 agosto  | Ribeirão Preto Challenger Rio de Janeiro, Brasile Terra rossa $25.000 Singolare - Doppio | Ney Keller Cássio Motta 4–6, 7–6, 7–5          | Thomaz Koch Belus Prajoux    | Tony Graham Hugo Varela          | Noel Freitas Jan Kallquist Mario Martínez Thomaz Koch            |
| 7 agosto  | Biarritz Challenger Biarritz, Francia Terra rossa $75,000 Singolare - Doppio             | Erick Deblicker 6–4, 6–4, 2–6, 2–6, 8–6        | Kjell Johansson              | Antonio Muñoz Eddie Edwards      | Patrick Proisy Stefan Simonsson Per Hjerquist Jairo Velasco, Sr. |
| 7 agosto  | Biarritz Challenger Biarritz, Francia Terra rossa $75,000 Singolare - Doppio             | Ernie Ewert Victor Eke 6–1, 6–4, 6–1           | Herve Gauvain Jereome Vanier | Antonio Muñoz Eddie Edwards      | Patrick Proisy Stefan Simonsson Per Hjerquist Jairo Velasco, Sr. |
| 14 agosto | Royan Challenger Royan, Francia Terra rossa $75,000 Singolare - Doppio                   | Bernard Fritz 6–4, 6–4, 7–5                    | Birger Andersson             | Georges Goven Jairo Velasco, Sr. | Javier Soler Thierry Stevaux Ángel Giménez Antonio Muñoz         |
| 14 agosto | Royan Challenger Royan, Francia Terra rossa $75,000 Singolare - Doppio                   | Bob Carmichael Victor Eke 7–5, 6–2             | Ulf Eriksson Per Hjertquist  | Georges Goven Jairo Velasco, Sr. | Javier Soler Thierry Stevaux Ángel Giménez Antonio Muñoz         |
| 15 agosto | Sao Paulo Challenger 1979 San Paolo, Brasile Terra rossa $25.000                         |                                                |                              |                                  |                                                                  |
| 15 agosto | Sao Paulo Challenger 1979 San Paolo, Brasile Terra rossa $25.000                         |                                                |                              |                                  |                                                                  |
| 21 agosto | Le Touquet Challenger Le Touquet, Francia Terra rossa $75,000 Singolare - Doppio         | Jairo Velasco, Sr. 4–6, 6–3, 6–3, 6–1          | Fernando Luna                | Herve Gauvain Tenny Svensson     | Eddie Edwards Ángel Giménez Roberto Vizcaino Christophe Casa     |
| 21 agosto | Le Touquet Challenger Le Touquet, Francia Terra rossa $75,000 Singolare - Doppio         | Antonio Muñoz Jairo Velasco, Sr. 6–0, 3–6, 6–3 | Éric Deblicker Georges Goven | Herve Gauvain Tenny Svensson     | Eddie Edwards Ángel Giménez Roberto Vizcaino Christophe Casa     |

### Settembre
| Settimana    | Torneo                                                                     | Vincitore                              | Finalista                  | Semifinalisti               | Eliminati ai quarti                                        |
| ------------ | -------------------------------------------------------------------------- | -------------------------------------- | -------------------------- | --------------------------- | ---------------------------------------------------------- |
| 10 settembre | Charlotte Challenger Charlotte, USA Terra verde $25.000 Singolare - Doppio | Chris Lewis 6–2, 6–2                   | David Carter               | Deon Joubert Paul McNamee   | Michael Grant Rejean Genois Ali Madani Keith Richardson    |
| 10 settembre | Charlotte Challenger Charlotte, USA Terra verde $25.000 Singolare - Doppio | Mike Barr Jerry Karzen 6–3, 4–6, 7–6   | John Benson Tony Giammalva | Deon Joubert Paul McNamee   | Michael Grant Rejean Genois Ali Madani Keith Richardson    |
| 16 settembre | Lincoln Challenger Lincoln, USA Cemento $25.000 Singolare - Doppio         | Matt Mitchell 6–4, 6–2                 | Peter Rennert              | Jeff Robbins Anand Amritraj | David Schneider Jai Di Louie Tony Giammalva Steve Docherty |
| 16 settembre | Lincoln Challenger Lincoln, USA Cemento $25.000 Singolare - Doppio         | Joel Bailey Bruce Kleege 0–6, 6–4, 6–4 | Steve Denton Peter Rennert | Jeff Robbins Anand Amritraj | David Schneider Jai Di Louie Tony Giammalva Steve Docherty |

### Ottobre
| Settimana  | Torneo                                                                               | Vincitore                                | Finalista                      | Semifinalisti                | Eliminati ai quarti                                        |
| ---------- | ------------------------------------------------------------------------------------ | ---------------------------------------- | ------------------------------ | ---------------------------- | ---------------------------------------------------------- |
| 2 ottobre  | Huntington Beach Challenger Huntington Beach, USA Cemento $25.000 Singolare - Doppio | Glenn Petrovic 6–4, 6–2                  | Marcel Freeman                 | Billy Martin Russell Simpson | Tony Giammalva Peter Rennert John Austin Tom Leonard       |
| 2 ottobre  | Huntington Beach Challenger Huntington Beach, USA Cemento $25.000 Singolare - Doppio | Billy Martin Bruce Nichols 3–6, 7–6, 6–3 | Peter Rennert Robert Van't Hof | Billy Martin Russell Simpson | Tony Giammalva Peter Rennert John Austin Tom Leonard       |
| 22 ottobre | Guadalajara Challenger Guadalajara, Messico Terra rossa $25.000 Singolare - Doppio   | Paul McNamee 6–4, 6–4                    | Rick Fagel                     | David Carter Tony Giammalva  | Larry Davidson Fred McNair Alfonso González Randy Crawford |
| 22 ottobre | Guadalajara Challenger Guadalajara, Messico Terra rossa $25.000 Singolare - Doppio   | Paul McNamee Fred McNair 6–2, 3–6, 6–3   | Tony Giammalva Andy Kohlberg   | David Carter Tony Giammalva  | Larry Davidson Fred McNair Alfonso González Randy Crawford |

### Novembre
Nessun evento

### Dicembre
| Settimana  | Torneo                                                           | Vincitore                           | Finalista                | Semifinalisti                 | Eliminati ai quarti                                   |
| ---------- | ---------------------------------------------------------------- | ----------------------------------- | ------------------------ | ----------------------------- | ----------------------------------------------------- |
| 3 dicembre | Austin Challenger Austin, USA Cemento $25.000 Singolare - Doppio | Peter Rennert 6–3, 4–6, 7–5         | Robert Van't Hof         | Larry Stefanki Tony Giammalva | Vincent Van Patten Tom Cain Erik Iskersky Rick Fisher |
| 3 dicembre | Austin Challenger Austin, USA Cemento $25.000 Singolare - Doppio | Anand Amritraj John Austin 6–1, 6–2 | Steve Denton Mark Turpin | Larry Stefanki Tony Giammalva | Vincent Van Patten Tom Cain Erik Iskersky Rick Fisher |